# Gabriel Julio Fernández Capello
Gabriel Julio Fernández Capello "Vicentico" (24 de juliol de 1964, Buenos Aires, Argentina) és un músic i compositor de nacionalitat argentina. Cofundador i vocalista de la banda Los Fabulosos Cadillacs juntament amb Flavio Cianciarulo.
Va pertànyer a aquesta agrupació des de la seva creació el 1984 fins a l'any 2001, quan va començar la seva carrera com a solista. Està casat amb l'actriu argentina Valeria Bertuccelli, amb qui té dos fills.
A Vicentico, el seu primer disc solista, Vicentico es manifesta amb una sèrie interminable de ritmes, que van des del "fabulós", passant per la bossa nova, el gitano, i les balades. Els tambors molt presents a gairebé tot el disc li donen a la veu de Vicentico una identitat única. Aconseguint d'aquesta manera un àlbum excepcional que compta amb 12 temes, dels quals 11 són de la seva autoria.
"Se despierta la ciudad" elegit com el primer single, aconsegueix la força que qualsevol intèrpret voldria per a si mateix; és un "cachetazo" de realitat. "Bàsicament parla del pànic que es viu a la ciutat i de com moltes vegades en mig d'aquesta gran incongruència que vivim, tot comença a confondre's i no se sap bé qui és la víctima i qui el victimari. I no és clar si el que roba és un de sàtrapa o un pobre tipus a qui no li'n queda cap altra. De sobte veus que un home gran que va en un auto puja els vidres i trava les portes per por quan en un semàfor se li apropa un nen de cinc anys".
Per a Los rayos, la seva segona producció, l'acompanyen:
- Dani Buira (bateria i percussió)
- Daniel Castro (baix i contrabaix)
- Marcelo Muir (guitarres i cors)
- Juampi di Saverio (cors)

I una secció de vents integrada per:
- Ervin Stutz (trompeta, fliscorn i trombó)
- Allunyo Von Der Pahlen (saxo soprano, alt, tenor, baríton i flauta) i
- Juan Scalona (trombó), més la participació especial de
- Flavio Cianciarulo amb el seu baix a Tiburón i
- Julieta Venegas en veu i acordió a piano a El tonto.

El tercer àlbum solista va ser Los Pájaros  (2006).
Amb la producció del mateix Vicentico, va comptar com convidats amb Andrés Calamaro, Gringui Herrera, Lucho González, Daniel Melingo, Florián Fernández Capello, Flavio Cianciarulo i Valentino.
El 2010 es va produir la publicació del quart albùm d'estudi titulat Solo un momento, del qual es desprèn el senzill del mateix nom. L'àlbum s'edità en simultani a: Espanya, Perú, Mèxic, Colòmbia, Equador, Veneçuela, Xile, Uruguai, Centreamèrica i Estats Units.

## Discografia
- Vicentico (2002)
- Los Rayos (2004)
- Los Pájaros (2006)
- Hits 2002-2008 (2008)
- Solo Un Momento (2010)

## Filmografia
- 1.000 Boomerangs (1995)
- Silvia Prieto (1998)
- Historias De Argentina En Vivo (2001)
- Los Guantes Mágicos (2003)

## Col·laboracions amb altres artistes
Celia Cruz (Vasos Vacíos)
Charly Alberti (Soda Stereo) (Video Music Awards Latinoamérica 2003)
Juanes (Video Music Awards Latinoamérica 2005)
Ricky Martin (Video Music Awards Latinoamérica 2003)
Calle 13 (Fusion-A2)
Julieta Venegas (disco Los Rayos)
Andrés Calamaro (Luna Park 2005)
Lucho Gonzáles (guitarrista peruano) (Luna Park 2005)
Flavio Cianciarulo (Vive Latino 2007, Chile)
Panteón Rococó
Diego Torres
Bahiano
Pappo
Gabriela Torres
Dancing Mood
Daniel Melingo (disc Los Pájaros)
Kumbia All-Stars
Mercedes Sosa
Kevin Johansen
Mala Rodríguez
Fito Páez
Pablo Lescano i el seu grup "Damas gratis"
El Canto Del Loco
Deborah Harry (Strawberry Fields Forever)